# Rondebosch
Rondebosch est un faubourg de la banlieue sud de la ville du Cap en Afrique du Sud. Essentiellement résidentielle, elle dispose néanmoins d'une zone commerçante de taille moyenne, d'un petit quartier d'affaires et abrite le campus principal de l'université du Cap.

## Géographie

Carte

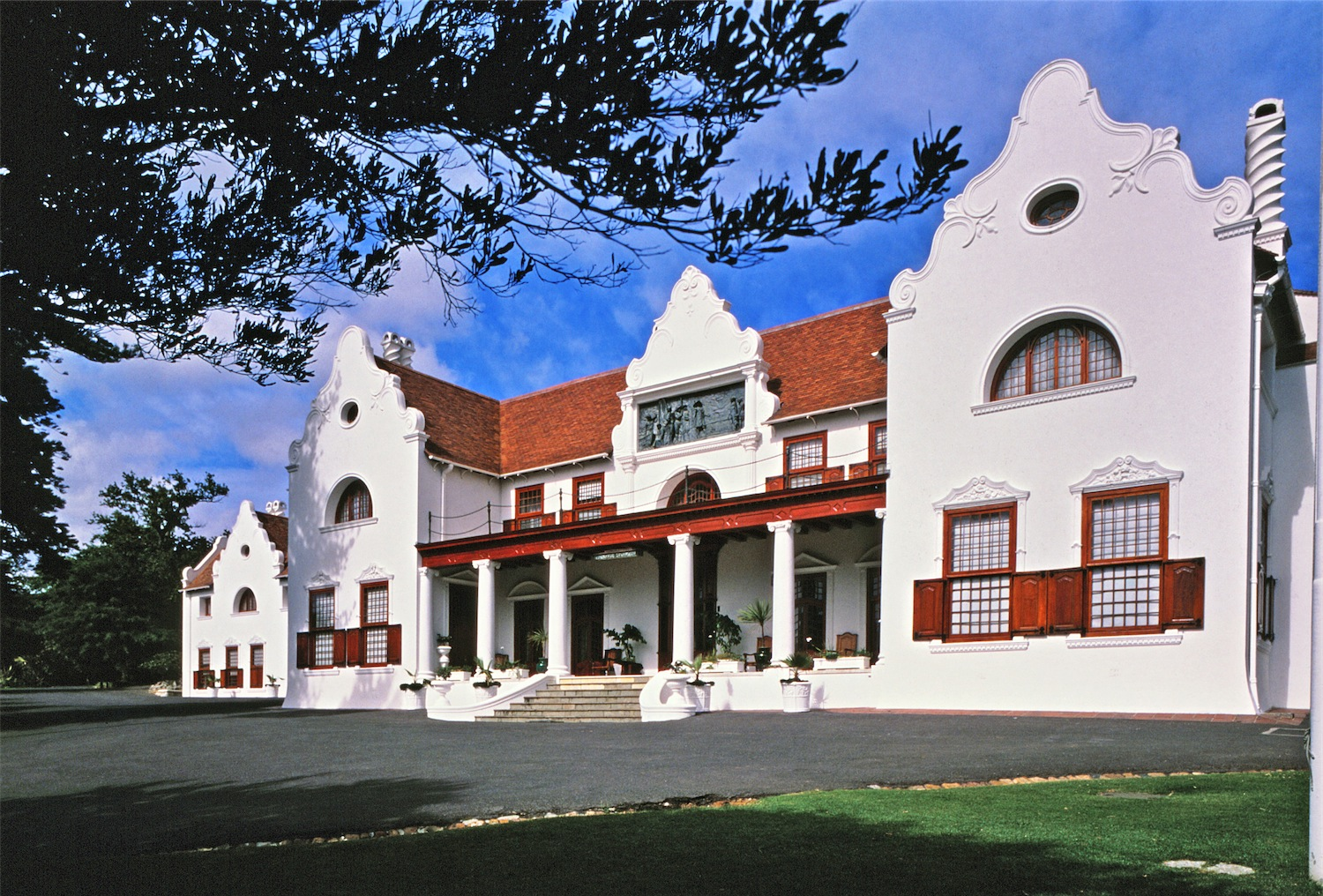
Groote Schuur, la résidence présidentielle reconstruite en 1896 sur les plans de Herbert Baker, est devenu un musée.

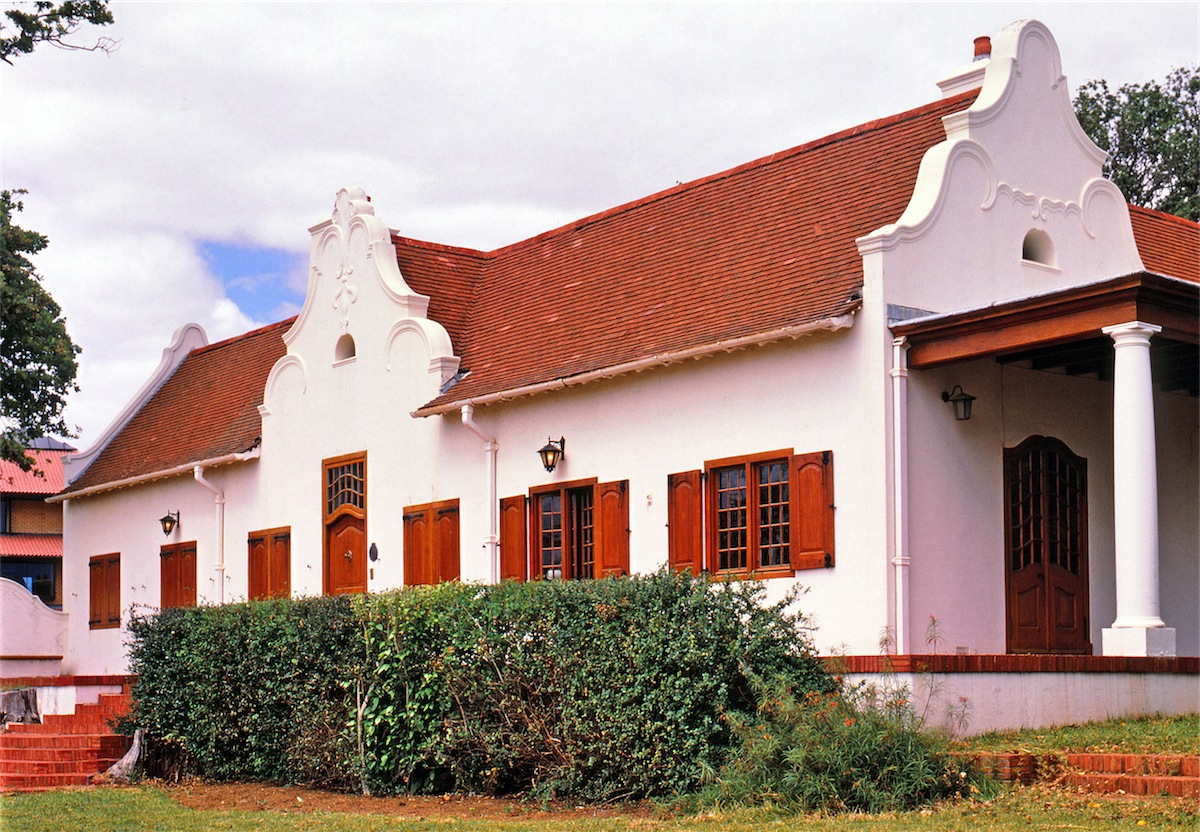
Manoir de Woolsack où la famille Kipling passa ses vacances d'été de 1900 à 1908

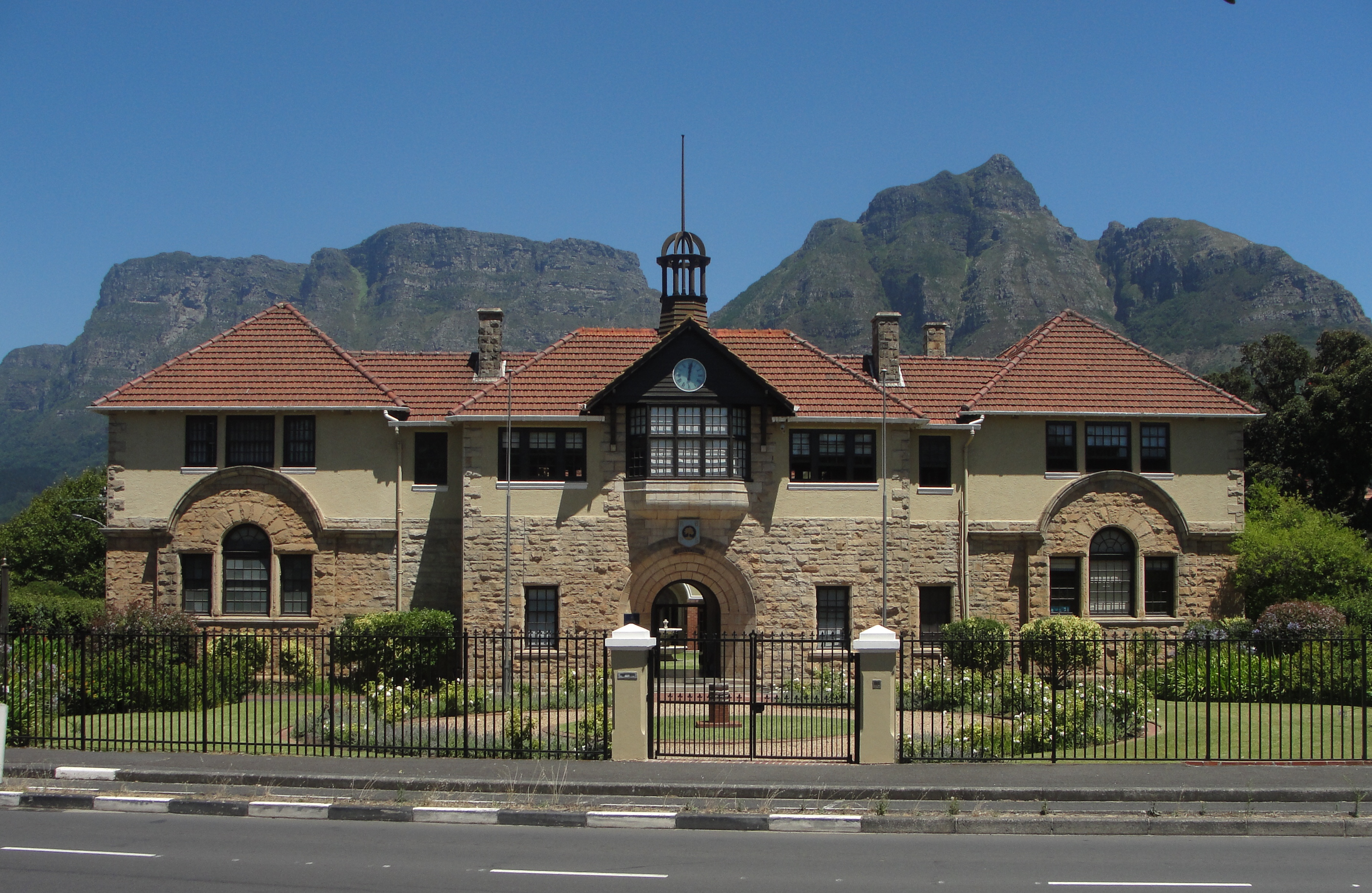
L'école préparatoire pour garçons de Rondebosch

Localisée à 5 km au sud-est de la ville du Cap, Rondebosch se situe entre les flancs de Devil's Peak à l'ouest et l'autoroute M5 à l'est. Au nord se trouvent les banlieues de Rosebank et Mowbray tandis qu'au sud se trouvent Newlands et Claremont.
Une ligne de chemin de fer divise Rondebosch en deux quartiers. La seule route qui la traverse est le pont de Belmont Road.

## Démographie
Selon le recensement de 2011, Rondebosch compte 14 591 résidents, principalement issud de la communauté blanche (62,73 %). Les noirs représentent 16,48 % des habitants tandis que les coloureds, population majoritaire au Cap, représentent 9,62 % des résidents
Les habitants sont à 84,32 % de langue maternelle anglaise, à 7,60 % de langue maternelle afrikaans et à 1,77 % de langue maternelle xhosa.

## Historique
Quatre ans après l'établissement de la première colonie hollandaise du Cap en 1652, les premières cultures expérimentales sont réalisées le long des rives de la rivière Liesbeek (alors appelée Amstel ou Versse Rivier). Sur ces rives, un bosquet circulaire d'épineux, que Jan van Riebeeck désigne comme "Het Ronde Doornboschjen" en néerlandais, est transformé en kraal pour bétail. En 1657, ces terres situés le long de la rivière sont octroyées par la Compagnie néerlandaise des Indes orientales (VOC) à un premier groupe de citoyens libres. En 1670, elles sont répertoriées par la VOC sous le nom de Rondeboschje.
Le village commence formellement à se structurer à la fin des années 1830 sous le nom de Rondebosch. En 1875, les autorités recensent 1 902 habitants. En 1883, Rondebosch intègre la nouvelle municipalité de Liesbeek avec les villages et communes de Mowbray, Newlands, Claremont et Wynberg. L'ensemble gère alors une population de 20 000 habitants mais l'expérience municipale fait faillite pour des raisons financières.
En 1886, Claremont, Rondebosch et Wynberg se constituent chacune de leur côté  en municipalité.

En 1889, la municipalité de Rondebosch recouvre un district comprenant les communes de Rondebosch, Rosebank et de Mowbray. Pour sa part, Rondebosch compte alors 3378 habitants en 1891 avant d'atteindre 6035 habitants après la seconde guerre des Boers.

En 1913, la municipalité de Rondebosch se dissout en intégrant la municipalité de la grande ville du Cap dont elle constitue dorénavant un faubourg.
Majoritairement anglophone, Rondebosch est classé en zone blanche dans le cadre du Group Areas Act appliqué durant la période d'apartheid (1948-1991).

## Bâtiments historiques
- Le campus de l'Université du Cap.
- Le domaine de Groote Schuur d'architecture hollandaise du Cap. Groote Schuur, ancienne résidence du premier ministre d'Afrique du Sud de 1910 à 1984 avant devenir la résidence présidentielle au Cap en 1984, a été reconstruite par Cecil Rhodes après un incendie en 1896 sur les plans de l'architecte Herbert Baker.
- Le centre historique sur Main Road : fontaine victorienne, l'hôtel de ville, St. Paul's Church.
- La résidence de Simon van der Stel (au sein de la Rustenburg Junior School).
- Rondebosch Common : ancien campement militaire.
- le théâtre Baxter
- Rhodes Memorial

## Administration et politique
Au niveau national, Rondebosch a toujours été une circonscription libérale, envoyant au parlement des députés unionistes (1915-1924) puis des députés opposés à l'apartheid (1948-1991) et enfin des députés opposés au congrès national africain (au pouvoir depuis 1994). Rondebosh fut notamment la circonscription d'élection de Sir de Villiers Graaff (1958-1974), chef de l'opposition et du parti uni puis celle de Frederik van Zyl Slabbert (1974-1977), chef de l'opposition et du parti progressiste fédéral et de Jan van Eck (1986-1987). Si la circonscription de Rondebosch a été amalgamée avec celle de Claremont et n'existe plus comme tel depuis 1994, les électeurs de ce faubourg du Cap votent très majoritairement depuis 2000 pour les candidats de l'Alliance démocratique (DA).
Depuis la réorganisation territoriale de la métropole du Cap en 2000, Rondebosch est située dans le 20e arrondissement (Sub-Council 20 également appelé Protea Sub-Council) du Cap et se partage entre 2 wards. 
- le ward 58 couvrant la partie orientale de Rondesbosh (est de Camp Ground Road, Glebe Road, Oakhurst Avenue, et est de Keurboom Park) mais aussi des secteurs de Claremont (partiellement), de Kenilworth (partiellement). Depuis 2016, le conseiller élu de ce ward est Sharon Cottle (DA)[3].
- le ward 59 couvrant la partie occidentale de Rondebosch ainsi que des secteurs de Claremont (partiellement), Newlands(partiellement) et Kenilworth (partiellement). Le conseiller élu de ce ward est Ian Iversen (DA)[4].